# 文登县 (北齐)
文登县，中国古旧县名。
北齐前，为牟平县、观阳县地。天统四年（568年），境内设文登县。此时县境面积最大，烟台市福山区以东均属文登县，现威海市尽属之。后辖区面积逐步缩小。
唐朝武德四年（621年），置登州。贞观元年（627年），废登州，属莱州。武周如意元年（692年），复置登州，隶之。天宝时改属东牟郡。明朝初年，属莱州府，后属登州府。清朝雍正十三年（1735年），以县东部置荣成县。光绪二十四年（1898年）7月1日，英国租借其境内的威海卫。直至1930年10月，国民政府收回除刘公岛外的威海卫，置威海卫行政区，刘公岛至1940年由英国归还中华民国。
民国时属山东省。1941年12月，中共政权以文登县西部和牟平县东部置文西县（1945年改为昆嵛县）。1949年后，属东海专区（1950年改文登专区）。1956年，文登县和昆嵛县合并，文登专区并入莱阳专区（1958年改为烟台专区）。1967年，属烟台地区。1983年，属烟台市。1987年，属威海市。1988年，改为县级市。2014年，改文登市为文登区。